# 乔丹·罗麦罗
乔丹·罗麦罗（英語：Jordan Romero，1996年7月12日—）是一位美国登山爱好者。

## 生平
他于2010年5月22日以13岁的年龄成为了最年轻登顶世界最高峰珠穆朗玛峰的紀錄保持者，此前的纪录保持者是尼泊尔人特谢里（Tembra Tsheri），他于2001年登顶时为16岁又14天。
自从罗麦罗于2006年7月10岁时登上非洲最高峰乞力马扎罗山起，他先后成功登顶了澳洲最高峰科修斯科山（2007年4月）、欧洲最高峰厄尔布鲁士山（2007年7月）、南美洲最高峰阿空加瓜山（2007年12月）、北美洲最高峰迪纳利峰（2008年6月）、大洋洲最高峰查亚峰（2009年9月）、亚洲最高峰珠穆朗玛峰（2010年5月）。2011年12月他又成功登顶南极洲最高峰文森峰，由此打破了乔治·阿特金森（George Atkinson）的纪录，成为史上最年轻的登顶七大洲最高峰的纪录保持者。